# Daxau (Isen)
Die Daxau ist ein Gemeindeteil des Marktes Isen im oberbayerischen Landkreis Erding. 

## Lage
Die Einöde Daxau liegt 4,9 Kilometer südwestlich des Isener Marktplatzes in der Gemarkung Mittbach. Dort steht ein alter Bauernhof, in dem es bis etwa 1980 eine eigene Brauerei und ein Wirtshaus gab.

## Wochenendsiedlung
Durch Landverkauf des Bauern und Brauereibetreibers entstand ab 1958 westlich des Bauernhofs eine Wochenendsiedlung, die auf 46 Wohnhäuser angewachsen ist. Die ursprünglich nur als Zweitwohnsitz bewohnbare Wochenendsiedlung entwickelte sich seit Mitte der 1980er Jahre zu einer beliebten Wohngegend. Viele der ursprünglichen Ferien- und Wochenendhäuser wurden bereits durch größere Gebäude in Ziegelbauweise ersetzt bzw. umgebaut und erweitert. Baurechtlich handelt es sich nach wie vor um eine Wochenend- und Feriensiedlung. Dauerhaftes Wohnen ist aber inzwischen möglich, und einige Häuser werde dauerhaft für diesen Zweck vermietet. Die Erschließungssituation (Kanal-, Wasser-, Stromanschlüsse etc.) ist dafür ausgelegt. Auf den kleinen, baumbestandenen Grundstücken dürfen Einfamilienhäuser mit max. 90 m² Grundfläche (Erd- und Dachgeschoss mit 1,40 m Kniestock) und Garagengebäude mit 3,5 m × 8 m sowie Gartenhäuser bzw. Holzlagerstätten errichtet werden. Die meisten Häuser sind nicht unterkellert und haben etwa 50 m² bis 140 m² Wohnfläche.

## Pferdezentrum Daxau
Im Pferdezentrum Daxau werden Dressur-, Turnier- sowie Jung- und Springpferde untergebracht, gezüchtet und ausgebildet. Der Wohnteil des ehemaligen Wohnstallhauses in Daxau ist ein zweigeschossiger flacher Satteldachbau mit reichem Bundwerkgiebel. Der früher verputzte Blockbau stammt aus der zweiten Hälfte des 18. Jahrhunderts. Das Gebäude steht unter Denkmalschutz und ist in der Liste der Baudenkmäler in Isen aufgeführt.

## Bevölkerungsentwicklung
Um 1871 gab es in der Daxau vier Einwohner. Im Mai 1987 lebten dort 15 Einwohner in 28 Wohnhäusern, in denen zwölf Wohnungen als Erstwohnsitz genutzt wurden.
| Jahr      | 1871 | 1925 | 1950 | 1970 | 1987 |
| Einwohner | 4    | 6    | 6    | 9    | 15   |